# Marcial Dias Pequeno
Marcial Dias Pequeno (Icó, 17 de outubro de 1908 – Rio de Janeiro, 1 de outubro de 1991) foi um político brasileiro.
Foi ministro interino do Trabalho, Indústria e Comércio no Governo Eurico Dutra, de 30 de junho de 1950 a 31 de janeiro de 1951.